# Idaea contravalida
Idaea contravalida là một loài bướm đêm trong họ Geometridae.